# Charaxes albofascia
Charaxes albofascia är en fjärilsart som beskrevs av Le Cerf 1923. Charaxes albofascia ingår i släktet Charaxes och familjen praktfjärilar. Inga underarter finns listade i Catalogue of Life.